# O Observador Lusitano em Pariz
O O Observador Lusitano em Pariz, ou Collecção Literária, Política e Comercial foi um periódico publicado em Paris, na França.
Criado e editado por Francisco Solano Constâncio, foram publicados apenas 4 números, entre janeiro e abril de 1815.
Seu desaparecimento deveu-se mais pelos custos de produção, o que levou ao incentivo e aparecimento da imprensa no Brasil.